# كيرميت إي. كرانتز
كيرميت إي. كرانتز (بالإنجليزية: Kermit E. Krantz)‏ هو طبيب التوليد والنساء وأستاذ جامعي أمريكي، ولد في 4 يونيو 1923 في أوك بارك في الولايات المتحدة، وتوفي في 30 يوليو 2007 في كانساس سيتي في الولايات المتحدة.